# Прыгов, Владимир Борисович
Владимир Борисович Прыгов (1924—1944) — участник Великой Отечественной войны, командир СУ-76 867-го самоходного артиллерийского полка 19-го танкового корпуса 1-го Прибалтийского фронта, Герой Советского Союза, младший лейтенант.

## Биография
Родился в семье рабочего. Еврей. Образование среднее. В РККА с 1942 года. Окончил танковое училище в 1944 году.
В действующей армии с 1944 года. В бою 17 сентября 1944 года у посёлка Суниши близ города Тукумс уничтожил вражеский танк, 2 БТР и несколько автомашин. Погиб в этом бою. Звание Героя Советского Союза присвоено 24 марта 1945 года посмертно.

## Награды
Указом Президиума Верховного Совета СССР от 24 марта 1945 года за умелые действия в бою, уничтоженный тяжёлый танк и несколько бронетранспортёров с пехотой младшему лейтенанту Владимиру Борисовичу Прыгову посмертно присвоено звание Героя Советского Союза.
Награждён орденом Ленина.

## Память
Именем Героя названа улица в Тукумсе. В городе Акташ Самаркандской области, где он учился, установлен бюст Героя. Его именем была названа пионерская дружина киевской школы № 19.